# Ruska revolucija
Ruska revolucija je skupna oznaka za vrsto revolucij v ruskem cesarstvu v letu 1917, ki so privedle do razpustitve caristične avtokracije in ustanovitve Ruske sovjetske federativne socialistične republike. Po prvi februarski revoluciji (marca po gregorijanskem koledarju) je bil cesar Nikolaj II. prisiljen odstopiti, stari režim pa je zamenjala začasna ruska vlada. V drugi oktobrski revoluciji (novembra po gregorijanskem koledarju) je bila začasna vlada odstranjena in nadomeščena s komunistično vlado boljševikov.
Februarska revolucija je potekala v kontekstu težkih vojaških neuspehov na vzhodni fronti v času prve svetovne vojne, ki je pustila večino ruske armade v stanju uporov, osredotočena okoli mesta Petrograd (sedanji Sankt Peterburg). V splošnem kaosu so člani cesarske Dume prevzeli nadzor nad državo in oblikovali rusko začasno vlado. Vojaško vodstvo se je čutilo nemočnega za zatrtje revolucije, Nikolaj II., poslednji ruski cesar, pa je ob tem moral abdicirati. Sovjeti (delavski sveti), ki so jih vodile radikalnejše socialistične frakcije, so na začetku dovolili začasni vladi prevzeti oblast, vendar obenem vztrajali na posebni pravici, da vplivajo na vlado in nadzirajo različne milice. 
Sledilo je obdobje dvovladja, v katerem je začasna vlada imela državno oblast, medtem ko je omrežje Sovjetov, ki so jih vodili socialisti, pridobivalo zvestobo spodnjih razredov in politične levice. Ob vsem tem so se dogajali pogosti upori, protesti in številne stavke. Ob odločitvi začasne vlade za nadaljevanje vojne z Nemčijo, so se boljševiki in ostale socialistične frakcije zavzeli za zaustavitev bojev. Delavske milice, ki so bile pod njihovim nadzorom, so preoblikovali v rdečo gardo (kasnejšo Rdečo armado), s katero so uveljavili znaten nadzor.
V oktobrski revoluciji so boljševiška stranka pod Leninom in delavski Sovjeti v Petrogradu strmoglavili začasno vlado. Sami sebe so imenovali za vodje različnih vladnih ministrstev in prevzeli nadzor nad podeželjem, z vpostavitvijo čeke pa utišali nasprotovanja. Za končanje udeležbe Rusije v prvi svetovni vojni, so voditelji boljševikov z Nemčijo marca 1918 podpisali mirovni sporazum v Brest-Litovsku
Med »rdečimi« boljševiki in »belimi« frakcijami je izbuhnila državljanska vojna, ki je trajala več let, s končno zmago boljševikov. Tako je revolucija utrla pot k ustanovitvi Zveze sovjetskih socialističnih republik leta 1922.

## Ozadje
Glavni dejavnik februarske revolucije naj bi bila revolucija iz leta 1905. Dogodki s krvave nedelje tega leta so sprožili vrsto protestov. V tem kaosu je bil ustanovljen svet delavcev, tim. sanktpeterburški sovjet, začeli so se komunistični politični protesti.
Prva svetovna vojna, ki je izzvala ruski protest naslovljen na cesarja Nikolaja II., je bila drugi pomembnejši dejavnik, ki je prispeval k maščevanju ruskih komunistov proti njihovim nasprotnikom. Po vstopu Otomanskega cesarstva v vojno na strani centralnih sil oktobra 1914 je bila Rusija prikrajšana za glavno trgovsko pot skozi Otomansko cesarstvo. Sledila je manjša gospodarska kriza, v kateri je Rusija postala nezmožna zagotoviti dovolj orožja svoji vojski v letih do 1917. Kljub vsemu so bili problemi bolj administrativne kot industrijske narave glede na to, da se je Nemčija stalno bojevala na dveh glavnih bojiščih.
Vojna je prav tako prinesla izčrpanost v mesta zaradi pomanjkanja hrane kot odgovor na motnje v kmetijstvu. Pomanjkanje hrane je postalo znaten problem v Rusiji, vzrok pa ni ležal v izpadu letine, ki se ni vidno spremenila v vojnem času. Posredni razlog je bil, da je vlada z namenom financiranja vojne natisnila več miljonov rubljev, s tem nastala inflacija pa je cene do leta 1917 dvignila za štirikrat. Kmečki stan se je soočil z višjo ceno blaga, obenem pa ni dobil ustreznega zaslužka pri svojih izdelkih. Posledica tega je bila, da so začeli kopičiti zaloge žita in se vrnili k samooskrbnemu kmetovanju. Istočasno so naraščajoče cene vodile k zahtevam po višjih plačah v tovarnah. Januarja in februarja 1916 je revolucionarna propaganda s pomočjo nemških finančnih sredstev vodila v vsesplošne stavke. Izid vsega tega je bila naraščajoča kritika vladi kot pa kakršnakoli vojna naveličanost. Prvotna mrzlica domoljubnega vzburjenja, ki je povzročila spremembo imena mesta Sankt Peterburg v manj nemški Petrograd, se je v naslednjih letih malo umirila, vendar pa se ni obrnila v malodušje. V času začetnih vstaj v Petrogradu februarja 1917 so se množice na ulicah jasno nasprotovale transparentom z napisi "dol z vojno". Težke vojne izgube so prav tako okrepile misli, da je cesar Nikolaj II. nesposoben vladati.
Septembra 1915 so po vzpostavljenem soglasju liberalni poslanci Ustavotvorne demokratske stranke in frakcija socialdemokratske delavske stranke v spodnjem domu ruskega parlamenta Dumi zahtevali oblikovanje nove odgovorne vlade; njihove predloge je Nikolaj II. gladko zavrnil. Kot predsednik vlade je ta čas prevzel poveljstvo nad vojsko, v času njegove odsotnosti iz Petrograda pa je prepustil vsakodnevno vodenje vlade cesarici Aleksandri Fjodorovni, ki je bila izrazito nepriljubljena, delno zaradi svojega nemškega porekla, delno zaradi vpliva, ki jo je imel nad njo neugledni menih Rasputin.
Vsled tako političnega kot vojaškega stanja je do leta 1916 hudo padlo zaupanje v režim. Aleksander Gučkov, ki je julija 1915 ob ustanovitvi Odbora za vojaško industrijo postal njegov predsednik, je v začetku leta 1916 imel posvetovanja z višjimi častniki in člani Odbora glede možnega udara, s katerim bi prisilili cesarja k abdikaciji. V novembru je predsednik Ustavotvorne demokratske stranke Pavel Miljukov v Dumi odkrito obtožil vlado, da razmišlja o mirovnih pogajanjih z Nemčijo. Decembra je manjša skupina ruskih aristokratov usmrtila Rasputina. Januarja 1917 je bil cesarjevemu stricu velikemu vojvodi Nikolaju s strani princa Lvova ponujen prestol Nikolaja II. Čeprav vsi ti primeri niso bili neposreden razlog za februarsko revolucijo, pa vsekakor pomagajo razložiti, zakaj je monarhija preživela le nekaj dni potem, ko je izbruhnila revolucija.
Medtem so bili socialdemokratski voditelji v izgnanstvu, pretežno v Švici, malodušni opazovalci propadanja mednarodne socialistične solidarnosti. Francoski in nemški socialdmokrati so glasovali v prid njihovim vladam. Georgij Plehanov je v Parizu zavzel nasilno protinemško stališče, medtem ko je Aleksander Parvus podpiral nemške vojaške napore z naboljšim namenom zagotoviti revolucijo v Rusiji. Menjševiki so v glavnem zagovarjali pravico obrambe Rusije pred Nemčijo, čeprav je njihov pomembni član Julij Martov zahteval konec vojne in dogovor na osnovi narodne samoodločbe, brez aneksacij ali odškodnin.
Prav pogledi Martova so prevladali pri sestavljanju manifesta glavnega boljševiškega revolucionarja Leva Trockega na konferenci v švicarskem Zimmerwaldu, katere se je udeležilo petintrideset socialističnih vodij septembra 1915. Neizogibno je temu močno oporekal Lenin, podprt z Zinovjevim in Radekom. Njihov pogled je postal znan kot Zimmerwaldska levica. Lenin je zavrnil tako obrambo Rusijo kot klic po miru. Od jeseni 1914 je vztrajal, da bi bil s stališča delavskega razreda in delavskih množic manjše zlo poraz caristične monarhije; vojna z Nemčijo bi se morala tako spremeniti v državljansko vojno delavskih vojakov proti lastni vladi, v primeru zmage pa bi morala postati njihova naloga bojevati revolucionarno vojno za osvoboditev množic po vsej Evropi. Tako je Lenin ostal enfant terrible Ruske socialdemokratske delavske stranke, čeprav je bilo na tej točki vojne v Rusiji le okoli 10 tisoč privržencev in je moral izgledati nič več kot vodja ekstremističnega krila bankrotirane organizacije. Kljub temu je Lenin izkoristil proteste v Petrogradu, ki so razvneli rusko revolucijo.

## Februarska revolucija
V začetku februarja (po julijanskem koledarju) so se v Petrogradu začele stavke in demonstracije. V eni večjih tovarn v Petrogradu, Putilovu, so delavci napovedali stavko za 22. februar.
Naslednji dan je bila v čast mednarodnemu dnevu žena organizirana vrsta srečanj in shodov, ki so postopno prerasla v ekonomska in politična zborovanja. Demonstracije so bile organizirane z zahtevami po kruhu, podprte s strani industrijske delovne sile, ki je imela to kot razlog, da nadaljuje s stavkami. Demonstrirajoče delavke so iz tovarn privedle ven več kot 50 tisoč ljudi. Do 25. februarja se je skoraj vsako industrijsko podjetje v Petrogradu zaprlo, skupaj z mnogimi trgovskimi in storitvenimi podjetji. Delavcem na ulici in na javnih srečanjih so se pridružili študentje, pisarniški uslužbenci in učitelji.
Za zadušitev izgredov je cesar Nikolaj II. računal na vojsko, ki je v glavnem mestu imela na voljo več kot 180 tisoč vojakov, ki pa so bili večinoma neusposobljeni oz. ranjeni. Po ocenah zgodovinarja Iana Becketta naj bi jih bilo zanesljivih okoli 12 tisoč, vendar se je tudi za te izkazalo, da so šli proti svoji volji med množico, v kateri je bilo toliko žensk. Ravno zaradi tega je vojska ob cesarjevem ukazu 26. februarja, da zatre upor s silo, začela z vstajo. Uporu se jih je sicer pridružilo le malo, več častnikov je bilo ali ustreljenih ali pa so se poskrili; zmožnost garnizona, da zadrži proteste, je bila vse prej kot uspešna, simboli režima so bili hitro porušeni okoli mesta, vladna oblast v glavnem mestu pa je razpadla. Pomagalo ni niti dejstvo, da je Nikolaj II. ukinil Dumo. Slednja je kot odgovor na to z namenom zagotovitve miru preko večinskega liberalnega bloka vzpostavila Začasni odbor. V tem času so socialistične stranke ponovno ustanovile petrogradski Sovjet, ki je deloval že med revolucijo 1905, predstavljajoč delavce in vojake. Preostale skupine so svojo lojalnost režimu zamenjale naslednji dan.
Cesar, ki je bil v tem času v vojaškem štabu na fronti, se je z vlakom po več ustavitvah vrnil v Petrograd, kjer so mu vojaški poveljniki in še delujoči ministri enoglasno predlagali abdikacijo s prestola. 2. marca je v svojem imenu in po nasvetu v imenu svojega sina Alekseja to tudi storil. Nikolaj II. je za svojega naslednika imenoval brata velikega vojvodo Mihaela, ki pa je ob zavedanju, da bi imel kot vladar le malo podpore, 3. marca odklonil krono, rekoč da bi jo vzel le, če bi imel soglasje demokratičnih sil. Šest dni kasneje se je sedaj s strani stražarjev naslovljen kot Nikolaj Romanov združil s svojo družino v Aleksandrovem dvorcu v Carskem selu, kamor ga je v hišni zapor nastanila začasna vlada.
Takojšnji učinek februarske revolucije je bilo vsesplošno vzdušje vzhičenosti in vzburjenja v Petrogradu. Začasno vlado, vzpostavljeno 3. marca, je sprva vodil liberlani aristokrat princ Georgij Lvov, član Ustavotvorne demokratske stranke. Nasprotni tabor socialistov je že štiri dni pred tem ustanovil svoje telo Petrogradski sovjet (delavski svet), oba pa sta tekmovala za oblast nad Rusijo.

## Dvovladje
Dejanska moč Začasne vlade je bila izpodbijana z oblastjo institucije, ki se je imela za predestavnico volje delavcev in vojakov, ki je lahko dejansko mobilizirala in nadzirala te skupine v času zgodnje revolucije, to je Petrogradskim sovjetom. Model sovjeta so bili delavski sveti, ustanovljeni v več ruskih mestih med revolucijo 1905. Februarja 1917 so stavkajoči delavci izvolili svoje poslance, da jih predstavljajo, medtem ko so socialistični aktivisti začeli z organiziranjem Sveta, ki bi pokrival celotno mesto z namenom združitve teh poslancev s predstavniki socialističnih strank. 27. februarja so socialistični poslanci Dume, v glavnem menjševiki in socialistični revolucionarji prevzeli vodstvo v organiziranju Sveta. Petrogradski sovjet se je srečal Tavridskem dvorcu. isti zgradbi, kjer se je oblikovala tudi nova Začasna vlada.
Vodje Petrogradskega sovjeta so verjeli, da predstavljajo le določene razrede prebivalstva, ne celotnega naroda. Prav tako so verjeli, da Rusija še ni pripravljena za socializem. Svojo vlogo so videli kot omejeno, pritiskajočo na vladajočo oklevajočo buržoazijo, da bi vpeljala obsežne demokratične reforme v Rusiji, to je zamenjavo monarhije z republiko, zagotovitvijo človekovih pravic, demokratično vodeno policijo in vojsko, ukinitvijo verske in etnične diskriminacije, pripravo za volitvev ustavodajni zbor, itn.
Odnosi med tema dvema glavnima silama so bili že od začetka zapleteni in so oblikovali politiko v letu 1917. Predstavniki Začasne vlade so se strinjali z upoštevanjem mnenj sovjetskih delavskih poslancev, čeprav so bili obenem tudi odločni pri preprečevanju vmešavanja v dejanja vlade, ki bi ustanovila nesprejemljiv položaj dvovladja." Dejansko se je prav to tudi zgodilo, čeravno je bilo dvovladje manj izid dejanj oz. odnosov med voditelji teh dveh ustanov kot dejanj zunaj njihovega nadzora, zlasti odvijajočega se vzporedno tekočega družbenega gibanja na ulicah ruskih mest, v tovarnah in trgovinah, v barakah in strelskih jarkih, v vaseh.
Vrsta političnih kriz v odnosu med prebivalstvom in vlado ter med Začasno vlado in sovjeti, ki so se razvili v vsenarodno gibanje z vodstvom, Vseruskim osrednjim izvršnim odborom sovjetov (VTsIK)), je spodkopavala oblast Začasne vlade, vendar tudi zmerne socialistične voditelje sovjetov. Čeprav je vodstvo sovjetov na začetku zavračalo sodelovanje v buržoazni Začasni vladi, je mladi pravnik Aleksander Kerenski, član Socialistične revolucionarne stranke privolil, da se pridruži novemu kabinetu in postane sčasoma osrednji lik v vladi ter na koncu prevzame vodstvo v Začasni vladi. Kot vojni minister in kasneje ministrski predsednik se je Kerenski zavzemal za svobodo govora, izpustil na tisoče političnih zapornikov, naredil vse za nadaljevanje vojaških naporov in celo organiziral še eno ofenzivo, ki sicer ni bila nič bolj uspešna kot njene predhodnice. Vseeno se je Kerenski še vedno soočal z nekaj večjimi izzivi, označenimi z vojaki, mestnimi delavci in kmeti, ki so trdili, da niso nič pridobili z revolucijo:
- spodkopati so ga želele ostale politične skupine,
- vojska je na fronti utrpela težke izgube,
- vojaki so bili nezadovoljni in demoralizirani, žačeli so bežati,
- naraščalo je nezadovoljstvo z rusko udeležbo v vojni, pričeli so se pozivi k njenemu koncu,
- obstajala so velika pomanjkanja živeža, ki ga je bilo zaradi vojnega gospodarskega stanja težko odpraviti.

Politično skupino boljševikov, ki je Kerenskemu povzročala največ težav in ga na koncu tudi strmoglavila, je vodil Vladimir Lenin. Pred vojno je živel v pregnanstvu v nevtralni Švici, ob politični demokratizaciji po februarski revoluciji, ki je legalizirala politične stranke, pa je začutil priložnost za marksistično revolucijo. Čeprav je vrnitev v Rusijo postala možna, pa je bila zaradi vojnih razmer logistično težavna. Na koncu mu je bil s strani nemških uradnikov omogočen prehod skozi njihovo ozemlje v upanju, da bo njegova dejavnost oslabila Rusijo ali celo vodila do ruskega umika iz vojne, če bi boljševikom uspelo priti na oblast. Lenin in njegovi sodelavci so morali ob tem sprejeti soglasje, da bodo skozi Nemčijo potovali v zapečatenem vlaku; Nemci niso želeli tvegati, da bi Lenin tudi pri njih podžigal revolucijo. 
Z Leninovim prihodom v Petrograd aprila 1917 je priljubljenost boljševikov začela enakomerno naraščati. Skozi pomlad je nezadovoljstvo z Začasno vlado in vojno, zlasti med delavci, vojaki in kmeti, potisnilo te skupine ljudi k radikalnim strankam. Kljub naraščajoči podpori boljševikom je sama stranka imela le malo dejanske moči v zmerno prevladujočem petrogradskem sovjetu. Dejansko so zgodovinarji, kot je Sheila Fitzpatrick, trdili, da so bili Leninovi pozivi sovjetskemu Svetu, da prevzame oblast, namenjeni vzbujanju ogorčenja tako Začasne vlade, katere politika je bila videna kot konzervativna kot Sovjeta samega, ki je bil videti kot podložen Začasni vladi. Po nekaterih mnenjih zgodovinarjev so bili Lenin in njegovi privrženci nepripravljeni na to, kako val podpore zlasti med vplivnimi delavci in skupinami vojakov pretvoriti v dejansko moč poleti 1917.
18. junija je Začasna vlada začela napad na nemške položaje, ki se je klavrno končal. Kmalu zatem so vojaki odklonili nove odredbe, prihod radikalnih mornarjev iz Kronstadta, ki so skušali in tudi usmrtili več častnikov, med drugim enega admirala, pa je še prilil olja na ogenj k naraščajoči revolucionarni atmosferi. Vojaki so skupaj s petrogradskimi delavci zavzeli ulice v nasilnih protestih s klici po oblasti Sovjetom. Uporu se je odrekel Lenin in boljševiški voditelji, tako je zamrl v nekaj dneh. Posledično je Lenin pod grožnjo zapora zbežal na Finsko, medtem ko je bil Trocki skupaj z drugimi pomembnimi boljševiki aretiran. Junijski dnevi so sicer potrdili priljubljenost protivojno razpoloženih radikalnih boljševikov, vendar je bila njihova nepripravljenost v trenutku upora neprijeten spodrsljaj, s katero so izgubili podporo med skupinami vojakov in delavcev.
Polomija v tem času se je izkazala zgolj za začasno. Boljševiki so bili podvrženi izjemnemu porastu števila članstva, katero je od februarja, ko jih je bilo le 24 tisoč, do septembra naraslo na 200 tisoč. Od tudi ime boljševiki, ki v ruščini pomeni večina. Prej so bili le manjšina v dveh vodečih ruskih mestih, Petrogradu in Moskvi, za menjševiki (najšina) in socialističnimi revolucionarji, do septembra pa so prevzeli vodstvo v obeh mestih. Poleg tega so preko moskovskega Regionalnega urada za stranke nadzirali 13 provinc okoli Moskve, ki so tedaj pokrivale 37% ruskega prebivalstva in imele 20% članstva boljševiške frakcije.
Julija je general Lavr Kornilov, na novo postavljeni glavni poveljnik ruskih vojaških sil, odredil svojim enotam, da pokorijo Petrograd potem, ko je zaradi slabe oz. pomanjkljive komunikacije med njim in Kerenskim verjel, da Začasna vlada nima več moči in samozavesti za razpustitev Sovjeta ter nima več nadzora nad mestom. Za zaščito svojega položaja je Kerenski zaprosil za pomoč boljševike, pomoč je našel tudi pri Sovjetu, ki je hitro zbral močno vojsko delavcev in vojakov, Rdečo gardo, da ubrani revolucijo. Napad Kornilova na mesto ni uspel večinoma zaradi naporov boljševikov, katerih vpliv nad železničarji in telegrafisti se je izkazazal za ključnega pri ustavitvi gibanja Kornilovih enot. Ob neuspehu se je Kornilov predal in bil razrešen s položaja. Vloga boljševikov pri ustavitvi poskusa državnega udara je še nadalje utrdila njihovo pozicijo.
Avgusta je petrogradski Sovjet osvobodil vse zaprte boljševike, njegov predsednik pa je postal Lev Trocki. Na Finskem je Lenin delal na izdaji knjige Država in revolucija in še naprej vodil stranko, ob tem pa je pisal tudi časopisne članke in politične odredbe. Septembra se je vrnil v Petrograd zavedajoč se, da radikalnejše mesto za njega ne predstavlja več pravne nevarnosti, prav tako pa se je zavedal tudi nove priložnosti za revolucijo. Ob naraščajoči moči boljševikov je začel pritiskati na vlado Kerenskega z mislijo na njeno strmoglavljenje. Bil je mnenja, da mora prevzem oblasti nastopiti istočasno tako v Petrogradu kot Moskvi. Centralni komite boljševikov je sestavil resolucijo, s katero je pozval na razpustitev Začasne vlade v prid petrogradskega Sovjeta, z njenim sprejetjem z desetimi glasovi za in dvema proti; odločno sta ji nasprotovala Lev Kamenjev in Grigorij Zinovjev; pa se je začela oktobrska revolucija.

## Oktobrska revolucija
Revolucijo so vodili boljševiki, ki so za organiziranje oboroženih skupin uporabili svoj vpliv v petrogradskm Sovjetu. Boljševiške sile Rdeče garde pod vodstvom vojaškega revolucionarnega komiteja so začele s prevzemom vladnih poslopij 24. oktobra 1917. Že naslednji dan je bil zajet tudi Zimski dvorec, sedež Začasne vlade v Petrogradu, tedanjem glavnem mestu Rusije.
Revolucija je temeljila na Leninovih pismih o zamislih Karla Marxa, politični ideologiji, pogosto znani kot marksizem-leninizem. Označuje začetek širjenja komunizma v 20. stoletju. Bila je mnogo bolj usmerjena kot februarska revolucija, nastala kot rezultat načrtovanja in usklajenih aktivnosti.
Čeprav je bil Lenin vodja boljševiške stranke, se je razpravljalo glede na to, da Lenin ni bil prisoten v času dejanskega prevzema Zimskega dvorca, da je bila dejansko Trockijeva organizacija in smernice, ki so vodile revolucijo, zgolj spodbujena z motivacijo, ki jo je Lenin podžigal znotraj stranke. Kritiki na desnici so dolgo trdili, da je bila ena ključnih sestavnih delov revolucije finančna in logistična podpora nemške obveščevalne službe preko njenega agenta Aleksandra Parvusa, vendar so pri tem zgodovinarji razdeljeni, tudi zaradi premalo dokazov, ki bi podprli to trditev.
Oktobrska revolucija je končala obdobje revolucij z začetkom v februarju in nadomestila rusko kratkotrajno Začasno vlado z vlado sovjetov, lokalnih svetnikov izvoljenih s strani delavsko kmečkih organov. Liberalne in monarhistične sile, ohlapno organizirane v zloglasni Beli gardi, so nemudoma šle v vojno proti boljševiški Rdeči gardi.
V to pobijanje so se vmešale skorajda vse sosednje  države, tako da je novi  državi v strahu pred širjenjem  komunizma napovedalo vojno kar 14 držav. Francozi in Poljaki so jo napadli s poljskega ozemlja, vojska ZDA se je izkrcala na Murmansku, Japonska pa pri Vladivostoku. Nemčija oz. takratna Weimarska republika se teh napadov ni udeležila, Velika Britanija pa je po zmagi laburistov odpoklical svoje čete. 
Članstvo Sovjeta, katero je bilo izbrano prvotno na svobodnih volitvah, je bilo sestavljeno iz več članov socialistično-revolucionarne stranke, anarhistov in drugih levičarjev, ki so se organizirali kot opozicija proti boljševikom. Ko je postalo jasno, da imajo boljševiki le malo podpore zunaj industrializiranih območij Petrograda in Moskve, so enostavno izključili neboljševike iz članstva v Sovjetih. Ne nepričakovano je ta poteza povzročila masovna nasprotovanja med številnimi posamezniki, ki so klicali po ponovnih političnih reformah in tretji ruski revoluciji. Najopaznejši primeri te antiboljševistične miselnosti so bili izraženi v kmečki Tambovski vstaji (avgust 1920 - junij 1921) in večinoma vojaški Kronstadtski vstaji (marec 1921). Ta gibanja, ki so sprožila široko vrsto zahtev, so bila ob pomanjkanju učinkovitega sodelovanja naposled oktobra 1922 v ruski državljanski vojni poražena skupaj z Belo gardo. Kljub temu sta Francija in Poljska še nadaljevali z vojaškimi osvajanji ozemlja nove države.

## Usoda cesarske družine
Potem, ko so se marca 1917 ob vzpostavitvi Začasne vlade Nikolaj II. in njegova družina nastanili v Aleksandrovem dvorcu pri Carskem selu približno 15 km južno od Petrograda, jih je kasnejša vlada pod vodstvom Aleksandra Kerenskega avgusta 1917 premestila pod Ural v Tobolsk, baje zaradi njihove zaščite pred naraščajočim valom revolucionarnega rdečega terorja. Po prihodu boljševikov na oblast v oktobru 1917, so pogoji njihovega ujetništva postajali strožji, številčnejše so postajale tudi govorice o postavitvi Nikolaja II. pred sodišče. Zaradi izbruha državljanske vojne in zbiranja protirevolucionarnih belogardističnih sil so se Romanovi morali v času med aprilom in majem 1918 ponovno seliti, tokrat v Jekaterinburg, vojaško oporišče boljševikov.
16. julija je bilo v zgodnjem jutranjem času Nikolaj, žena Aleksandra, njuni otroci, zdravnik in več služabnikov odpeljanih v kletne prostore in umorjenih. Po Edvardu Radzinskemu in Dmitriju Volokogonovu naj bi ukaz o poboju cesarske družine prišel direktno od Lenina in Jakova Sverdlova iz Moskve. To, da je prišel ukaz od zgoraj, se je dolgo časa verjelo, vendar je manjkal trden dokaz. Razpravljalo se je o tem, ali so se usmrtitve izvedle na pobudo lokalnih bojševiških uradnikov ali so bile usmrtitve odobrene v Mosvi v primeru, če bi se sile Bele garde približale Jekaterinburgu. Radzinski je zapisal, da je Leninov telesni stražar osebno dostavil telegram o ukazu izvšitve usmrtitev, pri čemer mu je bilo ukazano naknadno uničenje dokaza.

## Ustanovitev Zveze sovjetskih socialističnih republik
Z oktobrsko revolucijo je bila 7. novembra 1917 posledično vzpostavljena kot suverena država Ruska sovjetska federativna socialistična republika (RSFSR), ki je nasledila dotedanjo monarhistično Rusijo. Njena prva ustava, ki je bila sprejeta na Vseruskem kongresu sovjetov 10. julija 1918 (po gregorijanskem koledarju), je uradno priznala delavski razred kot vladajoči razred Rusije po načelu diktature proletariata, s tem pa je RSFSR postala tudi prva ustavna socialistična država na svetu.
30. decembra 1922 je bil v Moskvi na srečanju delegacij iz Ruske SFSR, Ukrajinske SSR, Beloruske SSR in Transkavkaške SFSR podpisan sporazum in sprejeta deklaracija o ustanovitvi ZSSR - Sovjetske zveze.